# Sálih

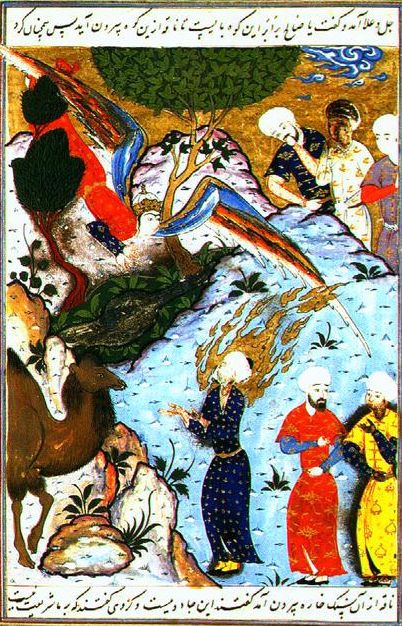
Sálih a posvátná velbloudice

Sálih je jedním z koránských proroků, o nichž není zmínka v Bibli, ale jsou součástí Alláhovy zvěsti. Žil uprostřed národa Thámudovců a jeho příběh je spojen s osudem posvátné velbloudice.

## Doba
Sálih žil podle islámských historiků v době mezi prorokem Húdem (asi 200–300 let po potopě) a prorokem Abrahámem (okolo roku 1800 př. n. l.). Sálih byl součástí národa Thámudovců, který žil v oblasti Hidžázu (dnešní Saúdské Arábie). Korán nazývá lid Thámudu také jako "lid al-Hidžru" (lid kamenných příbytků / lid s příbytky ve skále).

### Archeologické nálezy o Thámudovcích
Nejstarší dochované záznamy o civilizaci Thámudovců máme z doby vlády Sargona II. z roku 715 př. n. l. Archeologové nalezli kresby a nápisy, dochované po zaniklé říši Thámudovců.

## Povolání za proroka
Bůh (Alláh) poslal k Thámudovcům proroka Sáliha, aby kázal proti vykořisťování chudých a nekonečném bažení po bohatství, jež se mezi lidmi rozšířilo. Thámudovci však Sálihovi nevěřili, pokusili se jej zabít a žádali si zázračné znamení.

### Posvátná velbloudice
Prorok jim řekl, aby si vybrali, jaké znamení jim má Alláh dát, a vůdcové národa si řekli o absurdní přání: Sálih jim měl jako Boží znamení přivést obří (gigantickou) velbloudici, která vyleze přímo ze skály a v okamžiku, kdy se postaví na zem, porodí mládě. Také si přáli, aby velbloudice dávala tolik mléka, že z ní bude denně nasyceno celé město.

### Boží zkouška
Bůh tento požadavek splnil, ale dal lidem příkaz, že se s velbloudicí musí střídat o přístup k vodě – jeden den bude ze studny pít ona, a druhý zase lidé. Obyvatelé města Thámud si však nepřáli, aby lidé uvěřili v Boha, a proto poslali vraha, který měl Boží velbloudici zabít. Zavraždil ji právě, když pila u studny. Její mládě uteklo na posvátnou horu a volalo o pomoc, ale vrah jej dostihl a podřízl na kameni. Za to padla na říši Thámud Boží pomsta.

### Zánik Thámudovců
Obyvatelům se v průběhu několika dní začala měnit barvu kůže a nakonec byli všichni nalezeni, jak leží mrtví na zemi. Islámští učenci se domnívají, že šlo buďto o vulkanickou erupci nebo o únik sopečných plynů ve skalních městech, které otrávily obyvatele Thámudu.
Zachráněn byl pouze Sálih a věřící, kteří utekli spolu s ním zavčasu.

## Koránské verše o Sálihovi a Thámudovcích
Seznam koránských pasáží v chronologickém pořadí vzniku (podle Hrbka):

### 1.Mekkánské období
- 91:11-15; 89:8; 85:18; 69:4-5; 51:43-45

### 2.Mekkánské období
- 54:21-31; 26:141-158; 38:12; 25:40; 17:16; 27:46-54

### 3.Mekkánské období
- 41:12; 11:64-71+74+98; 14:32; 40:32; 29:37; 7:71-77

### Medínské období
- 22:43; 9:71